# Heloiza

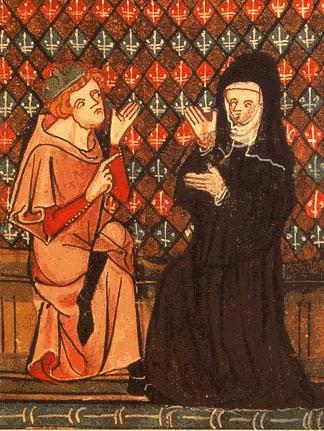
Abelard i Heloiza, ilustracja do Romansu o róży

Heloiza (łac. Heloisa, fr. Héloïse; ur. ok. 1098, zm. 15 maja 1164 w klasztorze Parakleta) – francuska zakonnica, ksieni, jedna z najbardziej znanych kobiet swoich czasów i całego średniowiecza. Jedna z najbardziej uczonych kobiet wieków średnich. Nie jest nieprawdopodobne, że jej ojcem był wysoki urzędnik królewski Francji Gilbert de Garlande znany jako Païen, brat Étienne'a de Garlande, który przed swoim czasem został potępiony jako „libertyn” przez swojego krytyka Yvesa de Chartresa. Możliwe też, że jej ojcem był niejaki Jean, syn członka orszaku pani z Montlhéry, Hodierny  de Gometz, który został księdzem przed 1096 rokiem  i mianowany kanonikiem Saint-Germain-l’Auxerrois. Matka Heloizy miała na imię Hersynda. Prawdopodobnie, można ją utożsamić z fundatorką opactwa Fontevrault w latach 1101-1115, która jako sierota była wychowywana przez braci z potężnej rodziny Angewinów i przez drugie małżeństwo otrzymała tytuł Pani Montsoreau.
Nie znajdujemy jednak w dokumentach z epoki, które jej dotyczyły, jakiejkolwiek wzmianki o nieślubnym urodzeniu Heloizy.
Znana z romantycznego związku z filozofem Piotrem Abelardem i udziału w jego burzliwych losach. Abelard i Heloiza pozostawili po sobie obszerny zbiór Listów, Heloiza jest także współautorką dzieła Problemata Heloisae. Jako opatka Argenteuil i klasztoru Parakleta zasłynęła dużymi zdolnościami administracyjnymi i wielką pobożnością. Matka Astrolabiusza.

## Źródła
Żadne inne teksty nie mają tak wielkiego znaczenia dla rekonstrukcji życia Heloizy, jak jej korespondencja z Abelardem. Zachowane rękopisy listów przechowuje Bibliothèque nationale pod numerami 1.873, 2.544, 2.545, 2.923 (rękopis należał do Petrarki); ponadto manuskrypt 13.057, fragment 13.826, dwie kartki 20.001, manuskrypt z Troyes 802, manuskrypt 872 z Reims i 797 z Duai. Istnieją przekazy nowożytne o innych, zaginionych rękopisach. Niewątpliwą autentyczność Listów ustalił Étienne Gilson w Héloïse et Abélard, 1938; duże znaczenie mają tu także badania Enid Mac Leod. Rekonstrukcja wydarzeń na podstawie pism Heloizy i Abelarda wymaga znacznej wiedzy z wielu dziedzin, jak historia prawa kanonicznego, ustroju Kościoła, filozofii i teologii, a wiele interpretacji tych tekstów budzi spory – zwłaszcza wobec faktu, że Abelard przedstawia wydarzenia w sposób stawiający go w korzystnym świetle.
Listy, odnalezione już w średniowieczu w klasztorze Parakleta, znane były m.in. Jeanowi de Meun, który użył ich przy pisaniu Romansu o róży – dzięki wielkiej poczytności tego dzieła historia Abelarda i Heloizy stała się szeroko obecna w kulturze średniowiecza. Dla biografii Heloizy i Abelarda szczególne znaczenie ma list pierwszy, napisany przez Abelarda i skierowany nie do Heloizy, ale do anonimowego przyjaciela. List ten szeroko znany jest pod łacińskim tytułem Historia calamitatum [...] (określenie to pochodzi od autora), po polsku jako Historia moich niedoli lub List do przyjaciela. Historia moich niedoli ma charakter dość obszernej autobiografii Abelarda. Wydanie krytyczne dał Jacques Monfrin (Abélard, Historia calamitatum, 1960), szeroko dostępne jest także wydanie Migne’a (Patrologia Latina, t. 176). Przekład polski Leona Joachimowicza ukazał się w: Piotr Abelard, Historia moich niedoli, Warszawa 1952 oraz w: Piotr Abelard, Pisma wybrane, t. I-III, Warszawa 1968–1970.
Filolog Constant Mews odkrył anonimowe listy znajdujące się w mało znanym XV-wiecznym podręczniku epistolografii Johannesa de Vepria. Fragmenty 113 listów określane jako Epistolae duorum amantium były anonimowe – dzieło określało autorów po prostu jako Mężczyznę i Kobietę. Wydanie listów przygotował w 1974 Ewald Könsgen, który postawił otwartą kwestię, czy listy te są dziełem Heloizy i Abelarda. Tezy takiej w wielu późniejszych pracach bronił Mews.
Spośród innych źródeł wiedzy o życiu Heloizy szczególne znaczenie ma korespondencja, którą wymieniała z Piotrem Venerabilis.

## Życiorys
Jeszcze przed poznaniem Abelarda Heloiza cieszyła się w całej Francji znaczną sławą ze względu na swoją uczoność. Informacje tę przekazał m.in. Petrus Venerabilis. W klasztorze Argenteuil pod Paryżem, gdzie się wychowywała, poznała łacinę i grekę. Znajomość języka greckiego była w owym czasie rzadka nawet wśród uczonych mężczyzn (nie znał greckiego sam wszechstronnie wykształcony Abelard).
Jedyne świadectwa mówiące o początkach znajomości Abelarda i Heloizy pochodzą od samego Abelarda. Dzieje Abelarda były już wtedy burzliwe i złożone, zdążył on do tego momentu osiągnąć wielką sławę jako uczony, ale też przeżyć wiele upadków. W chwili poznania Heloizy był jednym z najbardziej znanych uczonych Paryża, cieszącym się wielką sławą i podziwem licznego grona uczniów. Gilson podkreśla, że tryumfy naukowe Abelarda nie miały precedensów.
Heloiza była siostrzenicą Fulberta, który sprawował nad nią opiekę. Jej rodzice pozostają natomiast nieznani. Fulbert był klerykiem (clericus) i kanonikiem (canonicus) – tytuły te nie wykluczają się, gdyż różnią się od współczesnych godności o tych samych nazwach.
Abelard był człowiekiem niezwykle próżnym, był też zamożny i egocentryczny. Według świadectwa Foulquesa z Deuil cieszył się sławą rozpustnika. Abelard miał według Foulquesa być niezwykle kochliwy i rozpustny, uganiać się za „wszystkimi kobietami”, wydawać na nie wielkie sumy: Gilson uważa jednak tę opowieść za niezbyt wiarygodną. Sam Abelard pisze, że przed poznaniem Heloizy żył w całkowitej czystości i że oboje nie mieli żadnego doświadczenia w miłości fizycznej [Hist. Calamit. V col. 126 B]. Na prawdziwość wypowiedzi Abelarda wskazuje brak podobnych do zarzutów Foulquesa wypowiedzi ze strony licznych wrogów Abelarda.
Z punktu widzenia Abelarda uwiedzenie Heloizy było postępkiem niegodziwym. Abelard przyznaje, że kierowała nim wyłącznie pycha i lubieżność. Heloiza była postrzegana jako atrakcyjna (co zaspokajało lubieżność filozofa) i przewyższać miała wiedzą wszystkie kobiety swoich czasów (co zaspokajało jego pychę). Swoją ofiarę Abelard wybrał świadomie i rozmyślnie – kierował się przede wszystkim tym, że w odróżnieniu od mieszczek i prostytutek bliska była ona jego środowisku.
Uczony postarał się, by przyjaciele poznali go z Fulbertem. Doprowadził do tego, że kanonik powierzył mu wychowanie Heloizy oddziałując przede wszystkim na jego próżność. Fulbertem kierowało również skąpstwo – Abelard za nauczanie Heloizy nie pobierał pieniędzy. Chciał, by Abelard, wybitny uczony, nauczał filozofii jego siostrzenicę. Od Fulberta otrzymał pełnię władzy nad Heloizą, włącznie z prawem do stosowania kar cielesnych i prawem do odwiedzania jej we dnie i w nocy.
Heloiza natomiast pozwoliła się uwieść – mimo że według niektórych autorów Abelard zgwałcił Heloizę, nie istnieją żadne świadectwa mówiące o tym, że stawiała mu opór. Związek Heloizy i Abelarda szybko przerodził się w miłość – Abelard zakochał się w Heloizie. Zaczął zaniedbywać swoje obowiązki uniwersyteckie, przestał pisać dzieła filozoficzne i wygłaszać wykłady. Zaczął natomiast układać pieśni miłosne, cieszące się wielkim powodzeniem wśród goliardów i żaków Paryża. Dzięki tym pieśniom romans Abelarda i Heloizy stał się znany całemu miastu.
Choć sprawa ta była szeroko znana i komentowana, o romansie swojej siostrzenicy nie wiedział kanonik Fulbert. Sam Abelard pisał później, cytując św. Hieronima, że o zgorszeniu dziejącym się w domu jego właściciel dowiaduje się zwykle na końcu. W końcu doszło jednak do tego, że Fulbert nakrył kochanków in flagranti. Wybuchł publiczny skandal – Abelard musiał opuścić dom Fulberta i zamieszkać w oddaleniu, stracił też wszelki kontakt z Heloizą. Wkrótce po tym zdarzeniu wyszło na jaw, że Heloiza zaszła w ciążę.
W czasie nieobecności Fulberta Abelard wykradł Heloizę. Wysłał ją do rodzinnej Bretanii, gdzie zamieszkała w domu jego siostry. Tam urodziła Abelardowi syna, któremu rodzice dali „uczone”, niespotykane imię Astrolabiusz -zgodnie z humanistyczną manierą swojego środowiska.
Dowiedziawszy się o tym Fulbert zapałał żądzą zemsty. Nie mógł napaść na Abelarda ani wynająć zbirów, gdyż filozof cieszył się wielką sławą oraz poparciem królów francuskich. Lękał się zemsty króla i krewniaków Abelarda. Kochał przy tym siostrzenicę i, mimo nienawiści do Abelarda, nie chciał wyrządzić jej krzywdy. Abelard dążył natomiast do załagodzenia konfliktu – za pośrednictwem przyjaciół zaaranżował spotkanie z Fulbertem. Przedstawił mu szereg przykładów z tekstów biblijnych i z doświadczenia życiowego świadczących o tym, jak nawet najwięksi ludzie zostali doprowadzeni do upadku przez siłę uczucia. Abelard i Fulbert uzgodnili, że filozof poślubi Heloizę.
Abelard spodziewał się, że małżeństwo utrzymane zostanie w tajemnicy – gdyby bowiem rozeszła się wieść, że zawarł związek małżeński, straciłby możliwość nauczania filozofii i teologii. Oznaczałoby to więc koniec jego kariery. Fulbert zgodził się na takie rozwiązanie, mimo że nie przynosiło mu ono rekompensaty moralnej ani nie rozwiewało plotek krążących o Heloizie, na czym najbardziej mu zależało. Heloiza była natomiast przeciwna małżeństwu i gorąco odradzała je Abelardowi. Zależało jej na karierze Abelarda, małżeństwo uznawała za utratę wolności.
Chcąc ocalić cześć siostrzenicy Fulbert złamał zawartą z Abelardem umowę i zaczął rozpowiadać o małżeństwie filozofa i Heloizy. Heloiza starała się wtedy rozwiewać plotki i zaprzeczała, że małżeństwo miało miejsce. By chronić Heloizę przed jej wujem, Abelard odesłał ją wtedy do opactwa Argenteuil, gdzie się wychowywała. Heloiza prowadziła tam zwyczajne życie zakonnicy, nosiła też strój zakonny, jednak bez welonu.
Fulbert, prawdopodobnie podejrzewając, że Abelard odesłał Heloizę do zakonu chcąc się jej pozbyć, wynajął przeciw Abelardowi bandę zbirów. Wdarli się oni nocą do jego mieszkania i wykastrowali go. Wydarzenia te miały miejsce w roku 1117. Abelard schronił się wtedy w sławnym opactwie St. Denis, gdzie został mnichem – początkowo wydawało się, że porzuci nauczanie, z biegiem czasu odzyskał jednak sławę uczonego i nauczyciela. Nalegał przy tym, by Heloiza pozostała w Argenteuil, co też uczyniła. Więzi Heloizy i Abelarda na wiele lat uległy zerwaniu – w życiu filozofa zaszło wtedy wiele burzliwych zmian, m.in. konflikty z władzami kościelnymi i oskarżenia o herezję. Heloiza prowadziła natomiast spokojne życie w zakonie.
Kontakt z żoną Abelard nawiązał ponownie w 1129. Opat Suger wypędził wtedy zakonnice z Argenteuil, by przejąć ich majątek. Abelard podarował wtedy Heloizie założony przez siebie kilka lat wcześniej, a następnie opuszczony klasztor Parakleta. Dar został zatwierdzony przez papieża. Wydarzenia te odnowiły więzi między Heloizą i Abelardem – jako ludzie dojrzali nawiązali oni nową, odmienną relację o charakterze intelektualnym. Listy pochodzą właśnie z tego okresu. Jako opatka Parakleta Heloiza doprowadziła go do rozkwitu. Abelard stale wspierał tę wspólnotę intelektualnie i organizacyjnie.